# Illenium
Nicholas Daniel Miller (Downers Grove, 26 december 1990), professioneel bekend als Illenium, is een Amerikaanse dj, producer en songwriter.
Hij heeft vijf studioalbums uitgebracht, waarvan de eerste drie Ashes, Awake en Ascend heten. De titels verwijzen naar de herrijzenis van een feniks, een fabeldier dat Illenium gebruikt in zijn logo. De trilogie van Ashes, Awake en Ascend hebben tevens de aanleiding gevormd tot de Trilogy shows in de Verenigde Staten waarop Illenium op één avond drie verschillende sets speelt. De Trilogy shows in Las Vegas en Colorado waren gratis live te streamen via YouTube en zijn daar nog steeds terug te zien.
Zijn vierde album, Fallen Embers, werd uitgebracht in juli 2021. Het leverde Illenium zijn eerste Grammy-nominatie op. In april 2023 werd zijn 5e album uitgebracht, een self-titled album genaamd ILLENIUM. Verschillende nummers van Illenium zijn verschenen in de Billboard-hitlijst, waaronder twee singles in 2019 die piekten op nummer 3: Good Things Fall Apart met Jon Bellion en Takeaway met de Chainsmokers. Illenium heeft ook aan tal van remixen gewerkt, waaronder die voor Don't Let Me Down van Chainsmokers en Say It van Flume, waarvan de laatste de prijs won voor "Remix of the Year" tijdens de eerste Electronic Music Awards in 2017.